# Клюз (морски термин)
Клюз (на нидерландски: kluis) e кръгъл, овален или правоъгълен отвор във фалшборда, в палубата или в борда, окантован с отлята рамка или метален прът, служещ за пропускане и намаляване на триенето на котвената верига, швартовите въжета или буксирното въже.
На платноходите клюз се наричат продълговатите или кръгли отверстия, служещи за прекарването на въжетата или котвените вериги. Според предназначението и мястото на разполагане клюзовете се наричат: в носа – канатен, по средата на съда – буксирен, в кърмата – кърмови или шпрингов.

## Типове клюзове

### Швартовен клюз
Швартов клюз (на английски: mooring pipe) е клюз, служещ за пропускане на въже, поставян в борда на съда, например във фалшборда. Швартовия клюз може да има по-сложна конструкция: въжето да се допира само до въртящи се ролсове (универсален клюз) или шкивове, укрепени на въртящ се барабан, който се ориентира под действието на опъването на въжето в нужното направление (автоматический клюз).

### Палубен клюз
Палубен клюз (на английски: chain pipe) е отвор в палубата с чугунена или стоманена рамка за пропускане на котвената верига от горната палуба или от палубата на бака в котвената кутия. Отверстията на палубните клюзове се затварят със специален метален капак, която се нарича клюзов капак.

### Котвен клюз
Котвен клюз (на английски: hawse hole) е специална лята стоманена или чугунена тръба, прокарана през палубата през борда на съда (в носа или кърмата в диаметралната плоскост).

### Трален клюз
Трален клюз е стоманена или чугунена конструкция, укрепена на горната палуба на кърмовия срез и служеща за пропускане и насочване на зад кърмовия срез на тралещите части на буксирите при поставяне или прибиране на трала.

### Клюз скоба
Клюз скоба е специално приспособление вместо котвения клюз, състоящо се от палубен и бордови фланци и улей. Котвената верига преминава през клюз скобата така, както и през клюза.